# Georg Starbäck
Carl Georg Starbäck, född 18 juli 1828 i Falun, död 8 oktober 1885 i Uppsala, var en svensk historiker och romanförfattare, far till Karl Starbäck. 

## Biografi
Efter skolgång i Klara skola och Stockholms gymnasium, där han med några kamrater grundade gymnasieföreningen Concordia, och blev Starbäck år 1849 student vid Uppsala universitet. Han promoverades till filosofie magister 1854 på avhandlingen Vasaätten under unionstiden och blev samma år vikarierande kollega i Västerås, anställdes 1855 som lärare vid privata nya elementarskolan i Norrköping och blev 1858 föreståndare där. Han hade kvar dessa befattningar till 1862, fast allt mer upptagen som redaktör för den illustrerade veckotidningen Svenska arbetaren åren 1861–1865 och med skötseln av ett tryckeri. 
Han tänkte lämna lärarbanan för att helt kunna ägna sig åt litterär produktion, men efter att redan på hösten 1862 varit förordnad som folkskoleinspektör i Stockholm, fick han 1864 lektoratet i historia och svenska vid Norrköpings högre elementarläroverk. Förlamning av högra armen och betydande talsvårigheter, till följd av ett slaganfall, tvingade honom att redan 1872 söka tjänstledighet och 1875 erhöll han avsked med beviljad pension. 
Starbäck bidrog genom sina berättelser ur svenska historien till att sprida historisk kunskap bland folket.
Han var en av Sveriges produktivaste och populäraste författare av både rent historiska verk och historisk-romantiska skildringar. Hans främsta populärhistoriska arbete är Berättelser ur svenska historien, varav Starbäck skrev elva delar och början av tolfte 1860–1875. 
Han odlade med framgång den historiska romanen i Walter Scotts och Ingemanns efterföljd och behandlade fängslande episoder ur Sveriges medeltidshistoria i Engelbrekt Engelbrektsson och Nils Bosson Sture. Men trots stora upplagor och en vidsträckt läsekrets har Starbäcks skönlitterära författarskap ignorerats inom den akademiska världen.

## Bibliografi

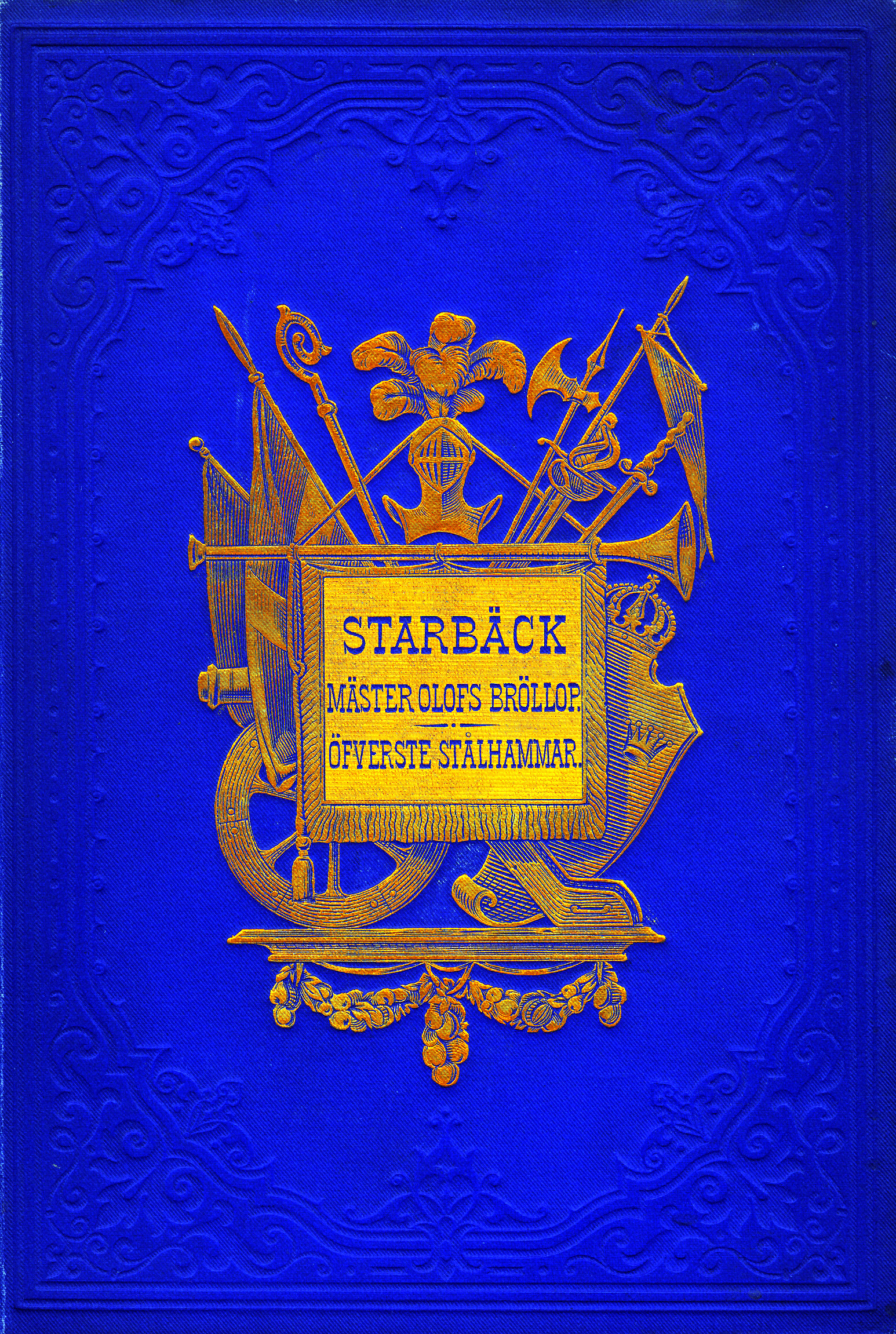
Illustrerat klotband till Mäster Olofs bröllop 1889.

### Valda verk
- Svenska medeltidsromaner. Stockholm: Beijer. 1874-1875 Utkom i 13 häften. Häfte 1-4: Engelbrekt Engelbrektsson. Häfte 5-13: Nils Bosson Sture.
- Historiska romaner / ill. av Anker Lund. Köpenhamn: Cohen. 1885-1887. Libris 2338542. https://runeberg.org/sghiroman/ - Innehåll: Engelbrekt Engelbrektsson ; Guldhalsbandet ; Konungakronan ; Testamentet
- Historiska medeltidsromaner (Godtköpsuppl). Stockholm: Beijer. 1886. Libris 2231110 - Utkom i 28 häften. Häfte 1-8: Engelbrekt Engelbrektsson. Häfte 9-28: Nils Bosson Sture. - Ny upplaga 1893-1894 med teckningar av Jenny Nyström-Stoopendaal utkom i 60 häften. Nya delvisa upplagor 1909 och 1922.
- Historiska romaner från nyare tid. Band 1-4. Stockholm: Beijer. 1889 - Utkom i 20 häften. - Band 1: Mäster Olofs bröllop. Band 2: Lifknektens berättelser. Band 3: Öfverste Stålhammar. Band 4: Skarpskyttens ungdomsminnenUtg i 20 h.
- Historiska romaner från nyare tid / med teckningar av O. Hjortzberg. 1-3 ([Illustr. uppl.]). Stockholm: Beijer. 1898-1900. Libris 3073252 - Utkom i 20 häften. - [1]: Mäster Olofs bröllop. [2]: Öfverste Stålhammar. [3]: Lifknektens berättelser.

### Redaktörskap
- Svenska arbetaren. Norrköping. 1861-1865. Libris 2815715
- Thomée, Gustaf (1869). Historiska bilder efter förf:s död och på utgifvarens anmodan öfversedde af C. Georg Starbäck. Stockholm: Flodin. Libris 1585607

### Översättning
- Starbäck, Carl Georg (1869). Lärobok i svensk prosastil för högre elementarläroverken : äfvensomtill enskildt begagnande. Norrköping: Wallberg. Libris 2228722 - Utarbetad efter Friedrich Beck: Lehrbuch des deutschen Prosastiles für höhere Unterrichtsanstalten wie auch zum Prlvatgebrauche.